# Саливончик, Василий Анатольевич
Василий Анатольевич Саливончик (укр. Василь Анатолійович Саливончик; 2 января 1980, Кременец — 11 мая 2023, Майорск) — украинский военнослужащий, сержант, участник российско-украинской войны. Герой Украины (2025, посмертно).

## Биография
Родился 2 января 1980 года в селе Кременец Рожищенского района Волынской области. Позднее семья переехала в село Щитынь Камень-Каширского района. Вырос в семье педагогов, где всегда ценили знания и воспитание.
Служил в 24-й отдельной механизированной бригаде Вооружённых сил Украины. Участвовал в боевых действиях на востоке Украины с 2014 года, а также с начала полномасштабного вторжения России в Украину в 2022 году.
11 мая 2023 года погиб во время выполнения боевого задания в районе посёлка Майорск (административно входящего в состав населённого пункта Зайцево) Бахмутского района Донецкой области. После боя считался пропавшим без вести; его смерть была подтверждена в ноябре 2023 года. Похоронен 23 ноября 2023 года в селе Щитынь.

## Награды
- Звание «Герой Украины» с удостоением ордена «Золотая Звезда» (21 февраля 2025, посмертно) — за личное мужество и героизм, проявленные в защите государственного суверенитета и территориальной целостности Украины, верность военной присяге[3].